# David Faderne
David Faderne est un joueur de football français évoluant au poste d'attaquant, né le 15 janvier 1970 à Metz.

## Biographie
Lors de son passage au SM Caen en 2001, après un début de saison plutôt réussi il engage un bras de fer avec le club pour être libéré et rejoindre l'AC Ajaccio, son club de cœur, concurrent direct à la montée.

## Carrière
- 1992-1993 : FC Gueugnon (Division 2, 26 matchs, 4 buts)
- 1993-1994 : Amiens SC (National, 32 matchs, 5 buts)
- 1994-1995 : Amiens SC (Division 2, 34 matchs, 7 buts)
- 1996-1997 : AC Ajaccio (National 2)
- 1997-1998 : AC Ajaccio (National, 27 matchs, 11 buts)
- 1998-1999 : AC Ajaccio (Division 2, 34 matchs, 13 buts)
- 1999-2000 : AC Ajaccio (Division 2, 33 matchs, 15 buts)
- 2000-2001 : SC Bastia (Ligue 1, 2 matchs)
- 2001-janv. 2002 : SM Caen (Ligue 2, 17 matchs, 8 buts)
- janv. 2002-2002 : AC Ajaccio (Ligue 2, 7 matchs, 1 but)
- 2002-2003 : AC Ajaccio (Ligue 1, 17 matchs, 2 buts)
- 2003-2004 : AC Ajaccio (Ligue 1, 2 matchs)[1]

## Palmarès
- Champion de D2 en 2002 avec l'AC Ajaccio
- Champion de National en 1998 avec l'AC Ajaccio